# Pholetesor masoni
Pholetesor masoni är en stekelart som beskrevs av Whitfield 2006. Pholetesor masoni ingår i släktet Pholetesor och familjen bracksteklar. Inga underarter finns listade i Catalogue of Life.